# B-Thong
B-Thong var ett metal/hardcoreband från Göteborg. Det bildades 1990 under namnet Concrete Stuff, bytte namn till B-Thong 1993 och upplöstes 1998. Under denna tidsperiod spelade bandet in tre album. Efter upplösningen har det även släppts ett samlingsalbum.
Bandet spelade in sitt debutalbum, Skinned 1994. Efter nästa album, Damage (1995), lämnade Tony Jelencovich och bildade Transport League. Han ersattes av Ralf Gyllenhammar, som då hade artistnamnet Ralph Lennart. Med Ralf spelade bandet in From Strength to Strength 1997.
Bandet återförenades 2014 och spelade på Gothenburg Sound Festival 2015.

## Medlemmar
Senaste medlemmar
- Stefan Thuresson – gitarr
- Lars ”Honcho” Häglund – basgitarr
- Morgan “Lawbreaker” Pettersson – trummor
- Tony Jelencovich – sång

Tidigare medlemmar
- Staffan Johansson – trummor
- Ralf ”Ralph Lennart” Gyllenhammar – sång

## Diskografi
Studioalbum
- Skinned (1994)
- Damage (1995)
- From Strength to Strength (1997)

Samlingsalbum
- The Concrete Compilation (2000)